# サゴヤシ

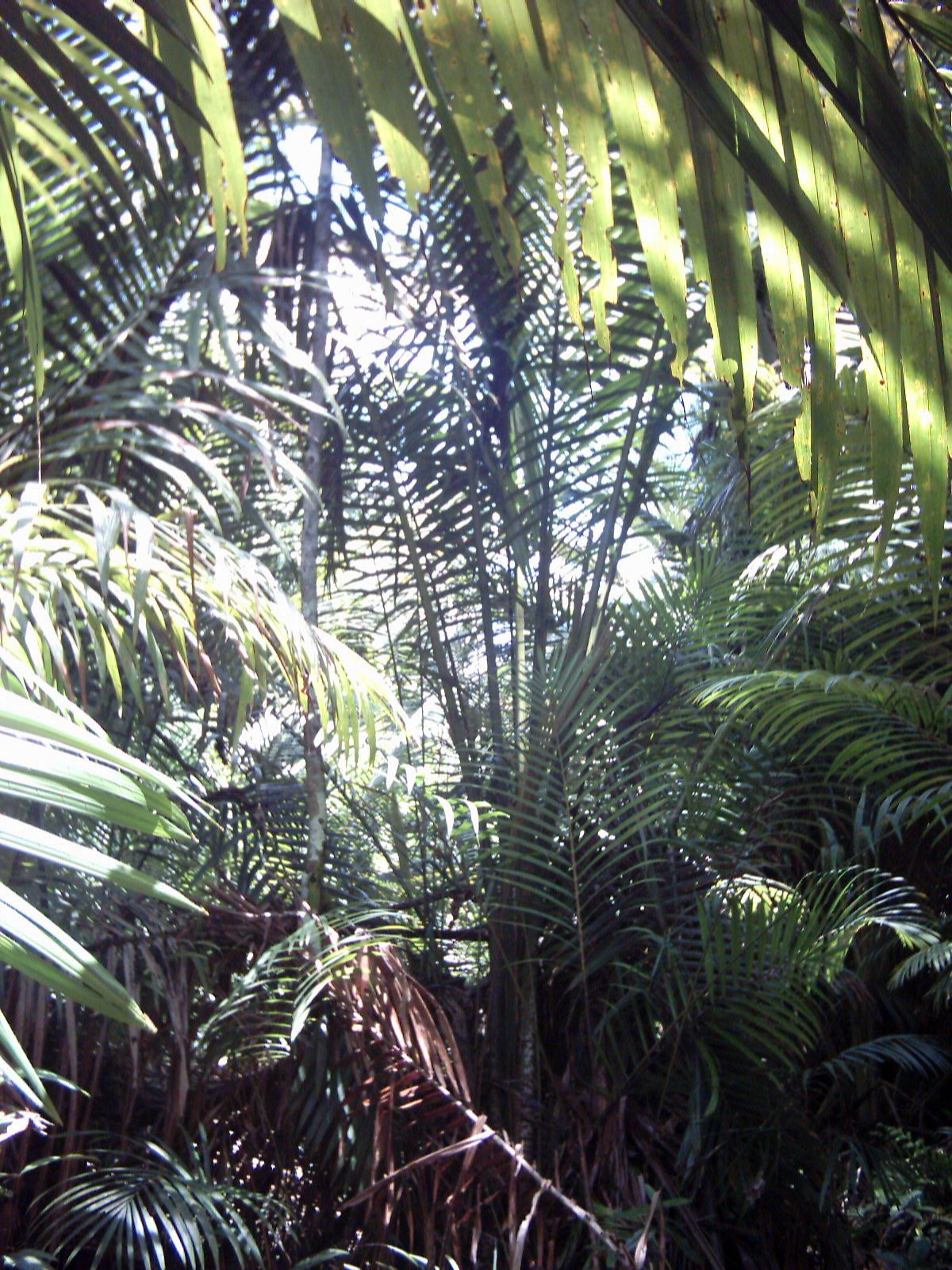
ニューギニアのサゴヤシ（Metroxylon sagu）。

サゴヤシ（マレー語・インドネシア語 sagu・英語 sago + 椰子）とは、樹幹からサゴ（サクサク (食品)）という食用デンプンが採れるヤシ科やソテツ目の植物の総称。サゴヤシ澱粉（サゴ）は東南アジアなどで食用とするほかソースの原料にもなる。

## サゴが採れる植物
サゴはヤシ科のサゴヤシ属（Metroxylon）など11属から採れるほか、ソテツ目のソテツ属（Cycas）など3属からも採れる。英語ではサゴが採れるソテツ属の植物も sago palm と言うことがある。
主な種は次のとおり。
- ヤシ科
  - サゴヤシ（ホンサゴ）（Metroxylon sagu）
  - トゲサゴ（Metroxylon rumphii）- ホンサゴと同種とされることが多い
  - クジャクヤシ（Caryota urens）
  - チャボナツメヤシ（Phoenix acaulis）
- ソテツ目
  - ソテツ（Cycas revoluta）
  - フロリダソテツ（Zamia integrifolia syn. Z. floridana）- 別名クーンティー、フロリダアロールート

サゴヤシの中で最も広く利用されているのはサゴヤシ属の植物で、特にホンサゴが最も多く、狭義のサゴヤシとされる。

## 分布・地域誌

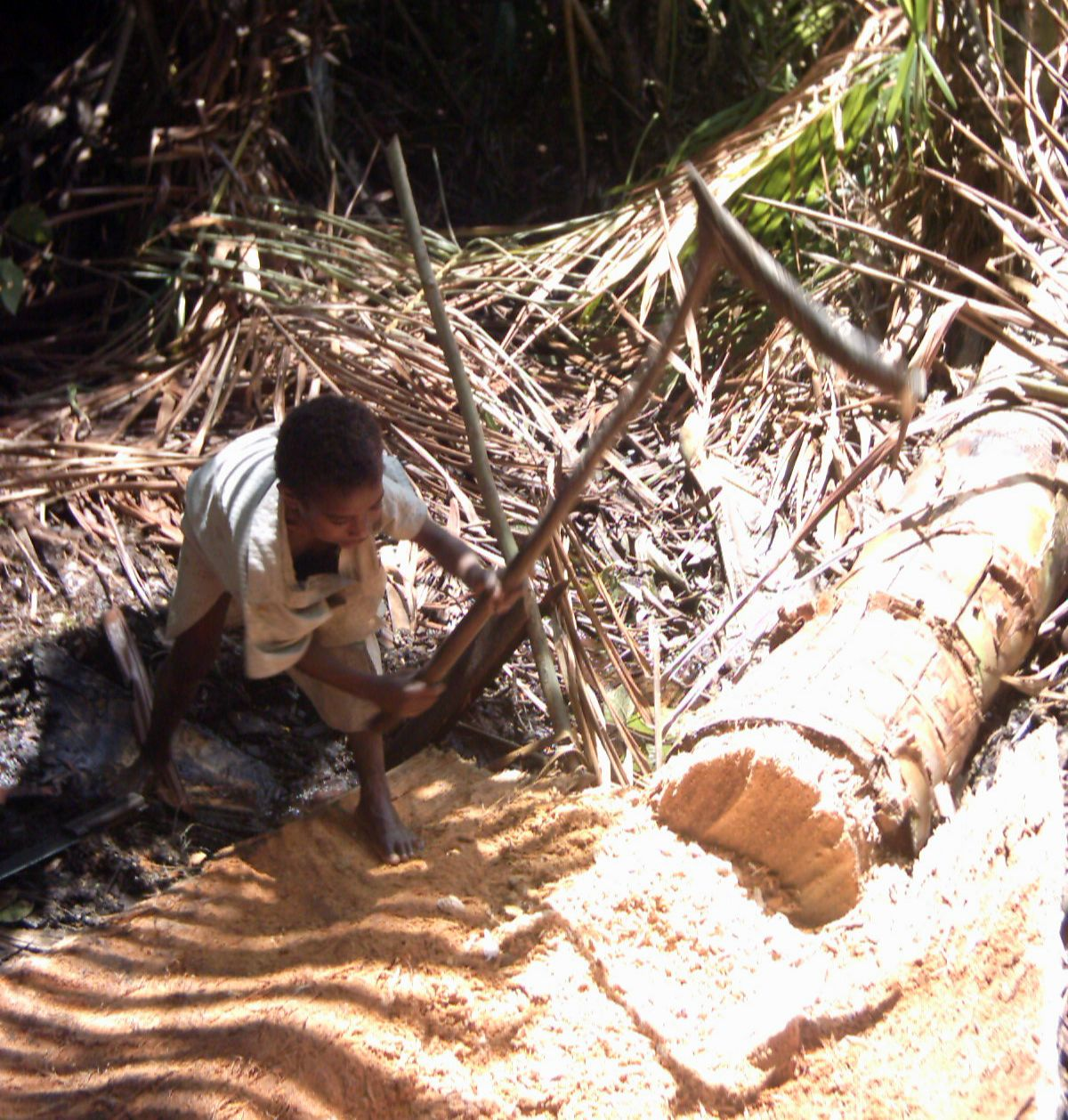
サゴヤシの収穫。樹幹の芯を砕く。パプアニューギニア、東セピック州にて

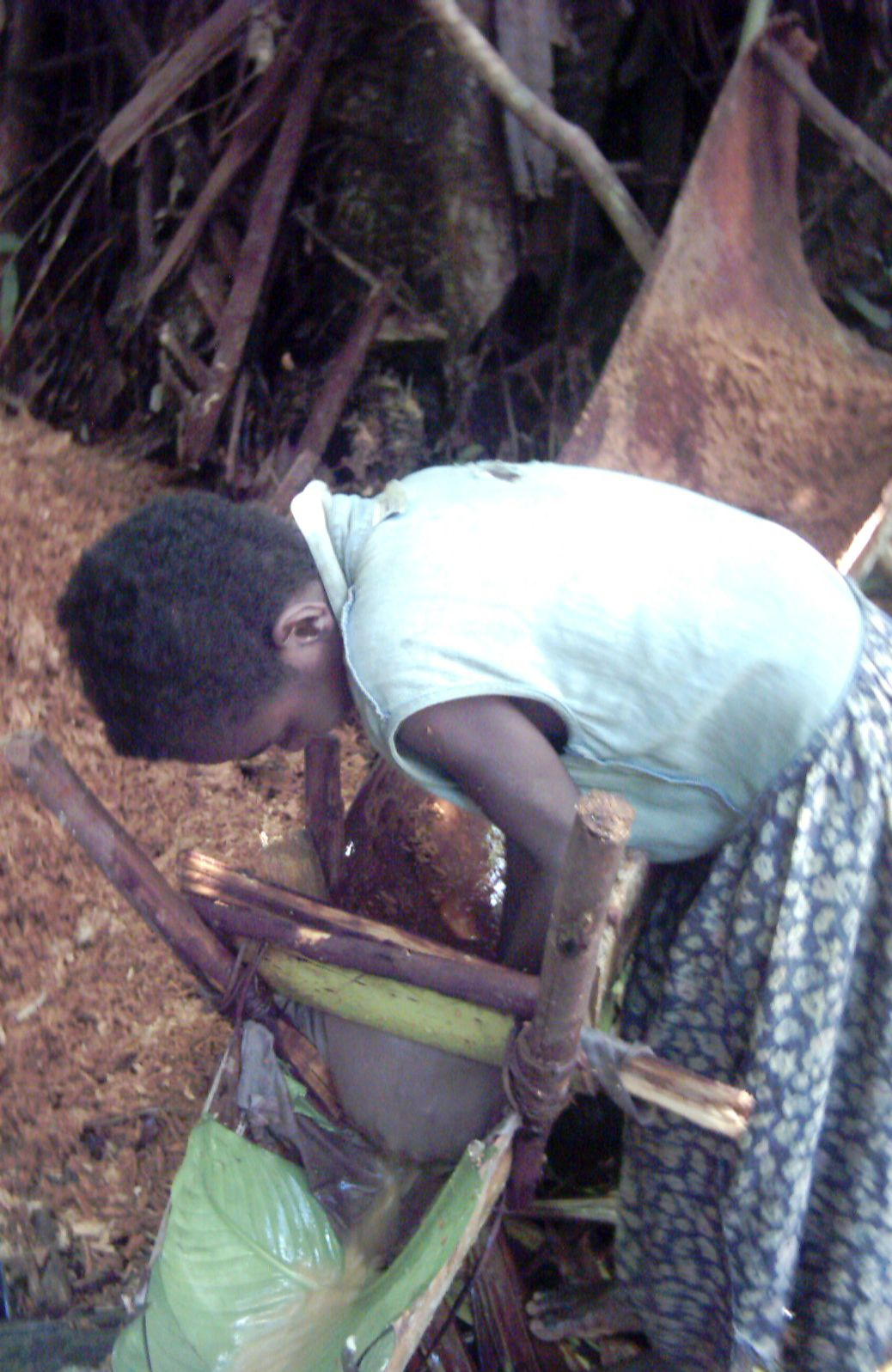
サゴヤシの収穫。デンプン質を濾しとる。パプアニューギニア、東セピック州にて

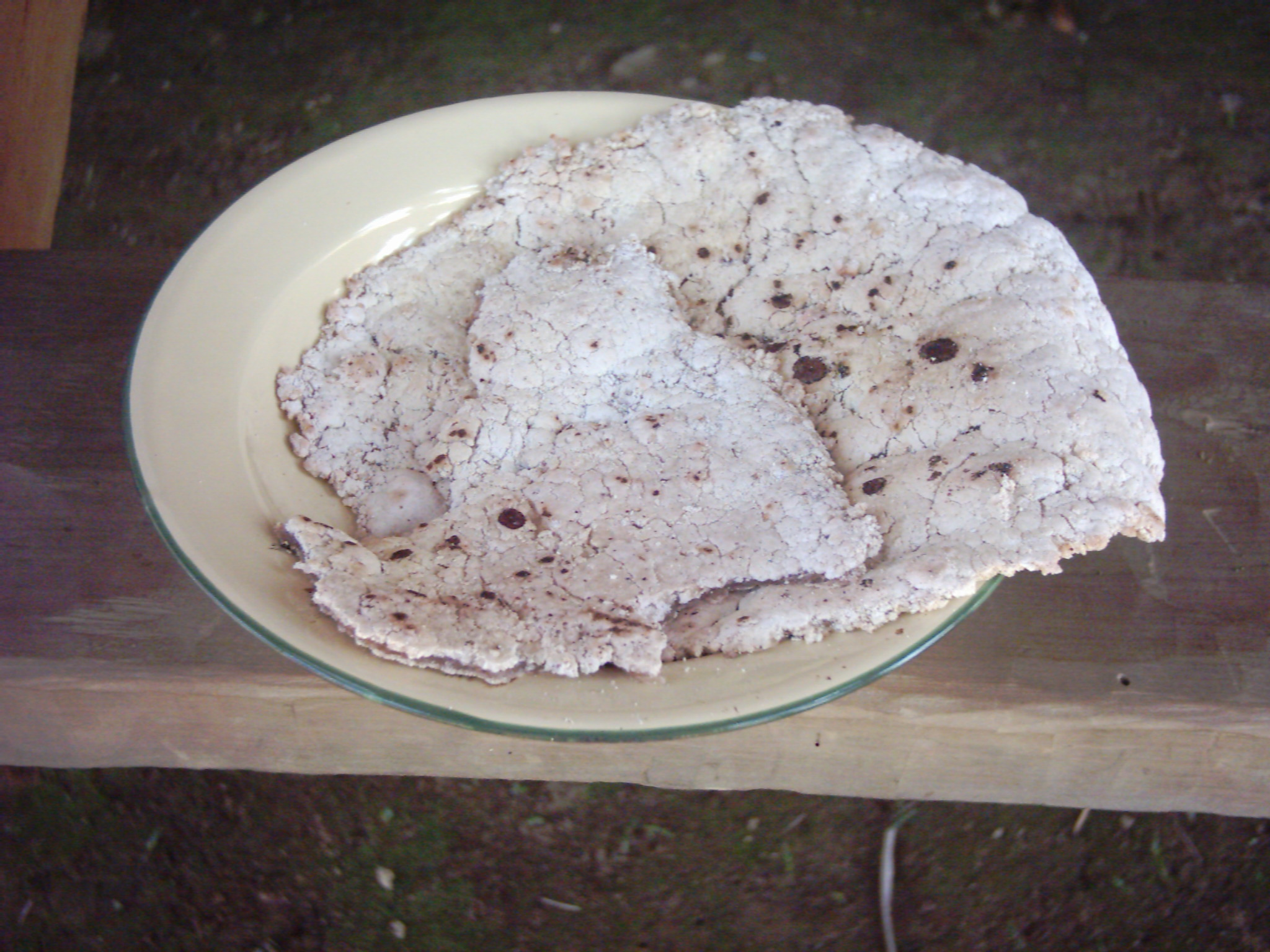
サゴを焼いて作ったパプアニューギニアのパンケーキ。

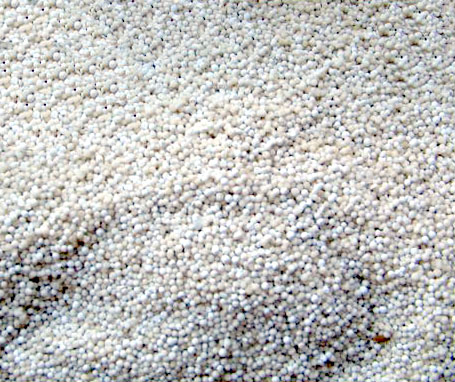
サゴを球状に加工したサゴパール（沙穀米）

サゴヤシは東南アジア島嶼部やオセアニア島嶼部の低湿地に自生する。サゴヤシの植物学的な研究は発展途上であり、原産地は未だ解明されていない。
東南アジアではイネの導入以前に主食の一端を占めていたと考えられている。南インドでも食べられている。パプアニューギニアでは現在でもサゴヤシのデンプンを主食とする人々がおよそ30万人いる。一方、ミクロネシアやポリネシアではほとんど食べない。
ソテツ属のソテツから取るデンプンは琉球列島や南日本でも食用とされていた（ただし、サイカシンなどの毒成分を含むため、十分な毒抜きが不可欠である）。

## 歴史
文献記録上最も古い言及は、マルコ・ポーロの旅について書かれた13世紀の『東方見聞録』ではないかと言われている。文中に「スマトラには、幹に小麦粉が詰まった喬木がある。木の髄を桶に入れて大量の水を注ぎしばらく置くと、底に粉が沈殿する。この粉で作ったパンは、大麦のパンに味が似ている」との記述がある。

## 特徴
サゴヤシは成熟して収穫可能となるまでに7年から15年程度を要する。サゴヤシは生涯に1度だけ開花するが、それまでは継続的に幹の中にデンプンを蓄積し続けるので、必要に応じて十分に大きく育ったサゴヤシを切り倒し、デンプンを収穫するという形での利用が行われている（伐採したサゴヤシは根から再生する）。
サゴヤシ属の場合、1本のサゴヤシからおよそ100キログラム程度のデンプン質を採取することが出来る。
サゴヤシの利点は、多年生で年間を通して収穫出来ることで、これによって食料供給が安定する。また病害虫による被害もほとんど問題にならない。作物生産に不向きな土地でも生育できる。
作物としてのサゴヤシの欠点は、デンプン質以外の栄養分が殆ど含まれていないことである。その為、タンパク質やビタミン、ミネラルなどを他の食物から十分に摂取する必要がある。

## 利用法
サゴヤシの収穫は2名でも不可能ではないが、普通は5人から10人程度のグループで行われる。まず男性がサゴヤシを斧などで切り倒し、樹皮を剥ぎ取る。次に女性がサゴヤシの樹幹の木髓部を鶴嘴状の器具で叩いて砕く。細かくなった髓は、樹皮などで作った沈殿水路や容器に移し、水をかけながらこれを揉んで、デンプン質を含む液を分離する。この液を大きな容器に貯め、デンプン質が沈殿したところで上澄みを捨ててデンプン質のみを回収する。樹皮を剥がれた状態のサゴヤシ1本からデンプン質を全て回収するにはおよそ20時間の労力を要する。
デンプン質のサゴ（マレー語sagu ）は、乾燥して保存する。食べる際には水を加えて生地を作り、火の上や、熱い灰の中で加熱してパン状の食品とする。魚などを同時に焼いておかずにして食べる場合もある。また、ブルネイや東マレーシアでは水を加え、煮て作る、粥状のアンブヤットを主食のひとつとしている。パプアニューギニアではサクサクと呼ばれる湿ったデンプンの塊として流通している。
キャッサバの芋から取るデンプンのタピオカを加工して作られる球状のタピオカパールと同様に、サゴからもサゴパール（サゴ米（べい）、玉（たま）サゴなどとも呼ばれた。西國米（シイコビイ）俗にさんごべい珊瑚米とも呼ばれ、スープの具にもされた。）が作られる。サゴから作ったパールの方がタピオカパールよりもずっと歴史が長く、東南アジアからヨーロッパ、中国、台湾、琉球王国などにも輸出され、中華圏では「沙穀米」や「西穀米」、琉球では「セーカクビー」などと称された。山人高濂が1591年に著した『遵生八牋』巻十一にも沙穀米粥の調理法について記載がある。現代の広東料理では、サゴパール（西米、サイマイ）を煮て柔らかくし、ココナッツミルクやザボンの果肉、マンゴープリンなどと組み合わせて、各種のデザートが作られている。
また、サゴヤシの倒木を放置したのち、幹の中に棲みついたヤシオオオサゾウムシ（Rhynchophorus ferrugineus）の幼虫を採集し、生または加熱して食用とすることも行われる。ヤシオオオサゾウムシの幼虫はサゴでん粉に含まれない動物性タンパク質を摂取するための貴重な食料となっている。デンプンを取った後の木屑は燃料や堆肥に利用される。
日本では、安価な糖質の原料として工業用に用いられることが多い。

## 画像

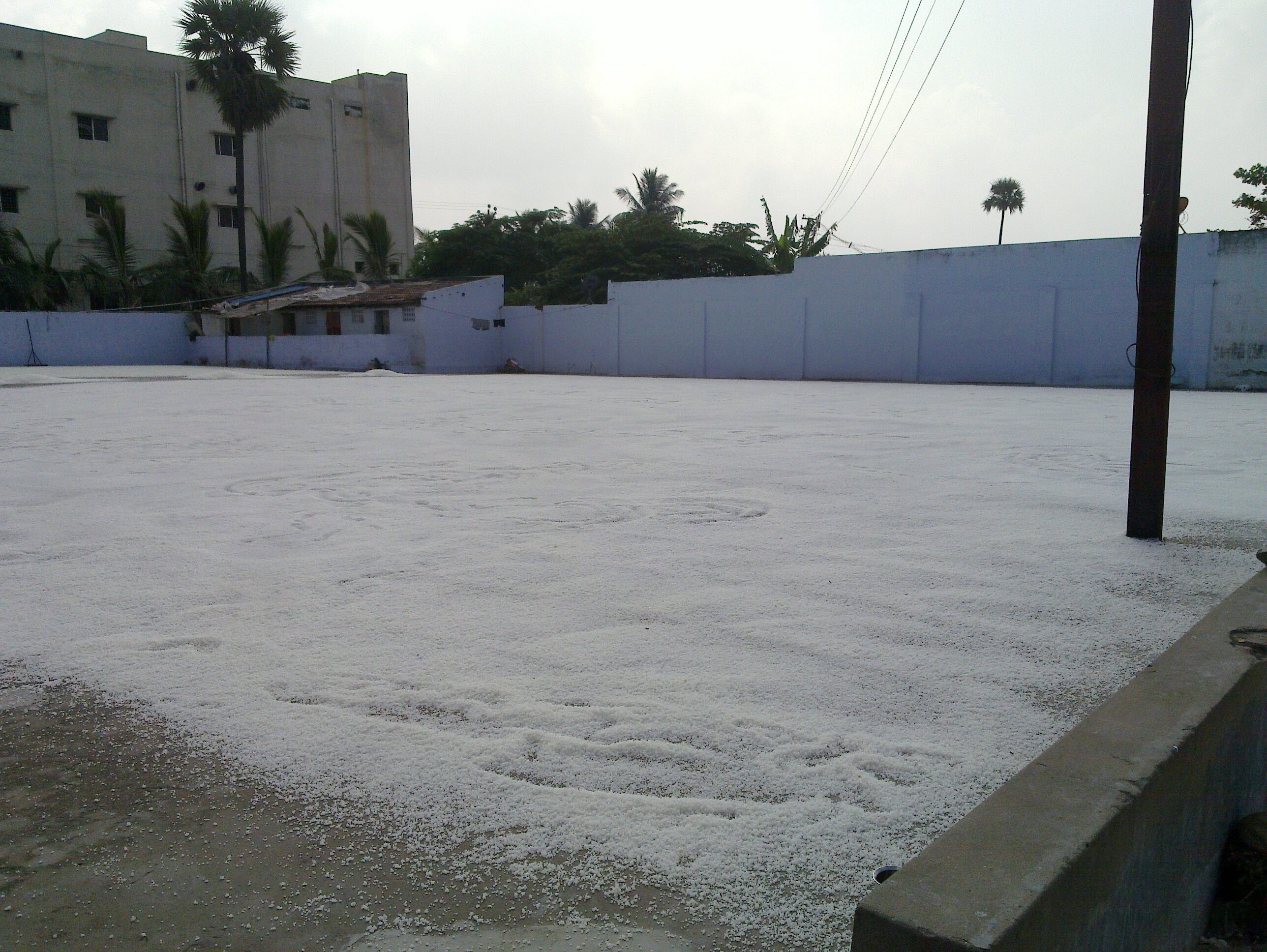
インドのサゴパール工場
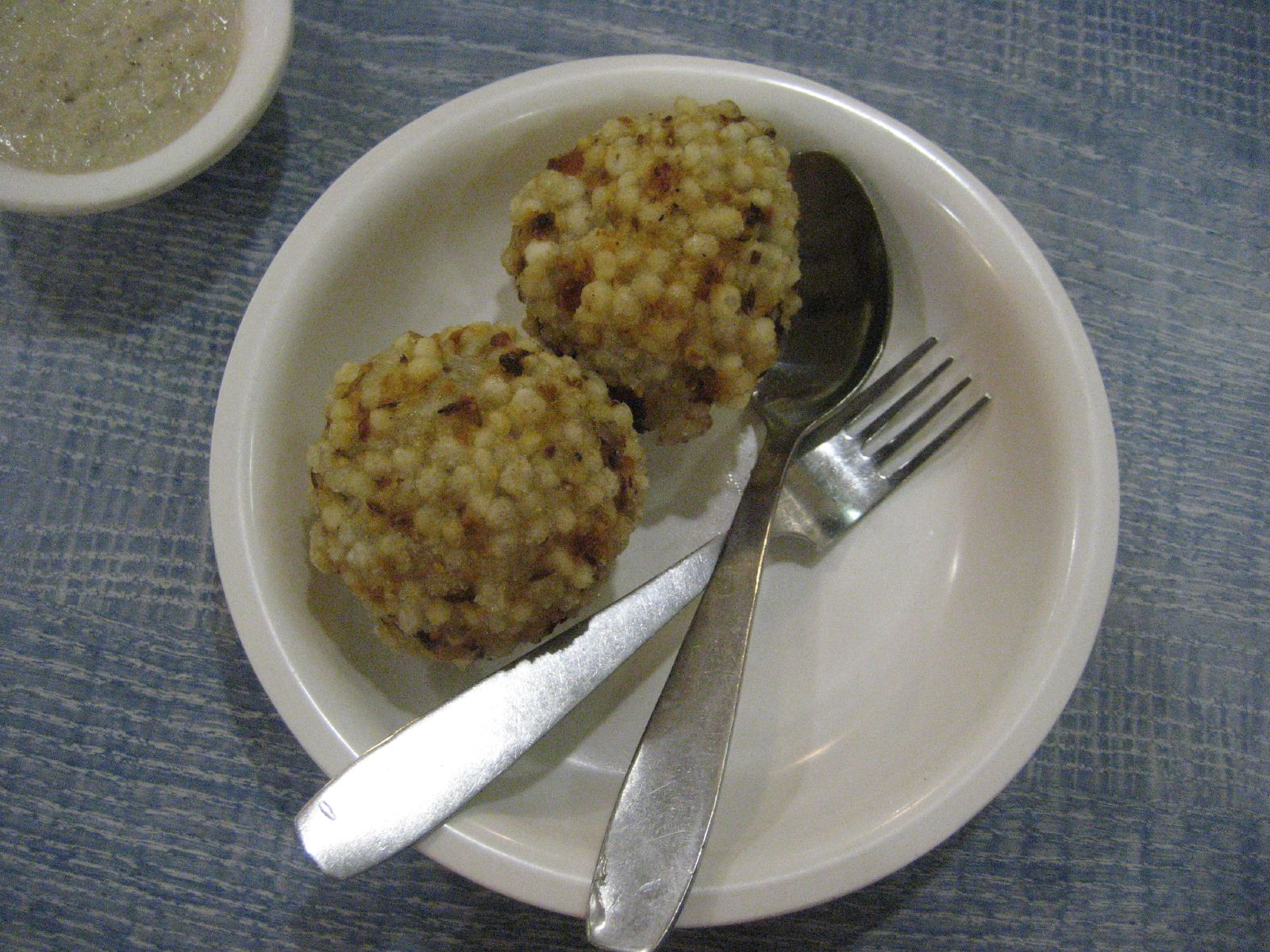
インドのサブダナ・ヴァダ（サゴパールから作られる揚げ物）
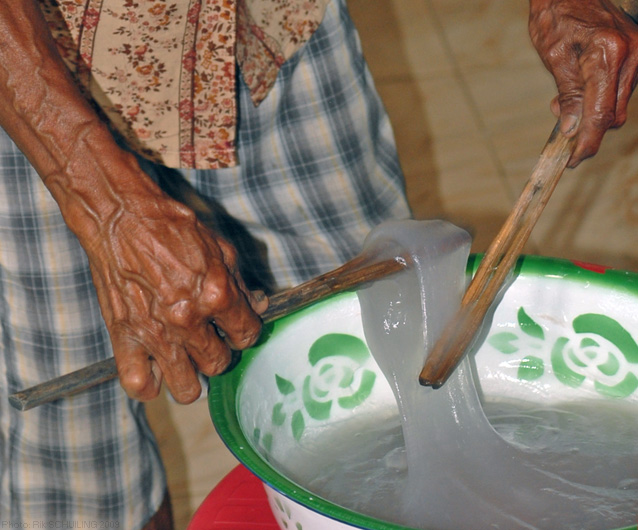
サゴでん粉から作る食品、パペダ。マルク州やパプア州で食べられる
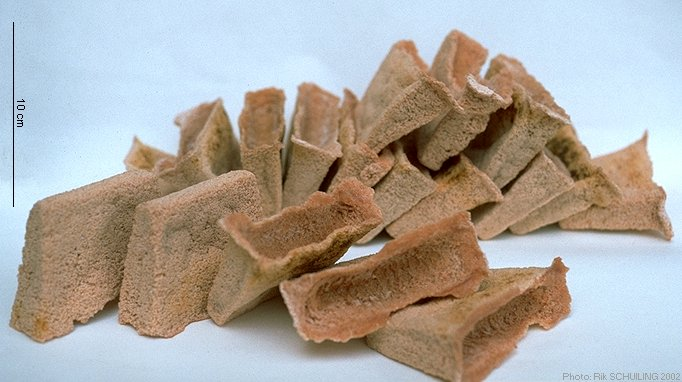
マルク州の食品サグ・ルンプン。よく乾燥させるため長期間保存できる